# Carlos Lasalde
Carlos Lasalde (o Laxalde) Nombela (4 de novembre de 1841, Portillo de Toledo, Espanya - † 1906) fou un germà escolapi arqueòleg, llatinista, historiador, bibliògraf i educador espanyol.

## Biografia
Va estudiar al seu poble natal i després a Madrid, al Reial Col·legio de Sant Antoni Abat. Va entrar als Clergues Regulars de les Escoles Pies amb quinze anys a Getafe; va continuar estudiant a Alcalá de Henares i va destacar com un gran alumne en lletres grecollatines i en ciències. A més del grec i del llatí, va arribar a parlar també el francès i l'alemany. Es va ordenar de sacerdot a Granada, on a més va exercir com a professor. El 1868 es va traslladar al col·legi de Yecla, on s'hi va estar fins al 1883, i va tenir com alumnes Azorín, qui el va descriure afectuosament en diverses obres. Allà va desenvolupar també una important tasca cultural. Va publicar aleshores una Gramàtica llatina i Llengua llatina i el seu ensenyament, i va fer investigacions arqueològiques a Albacete, al Cerro de los Santos.
Expert hel·lenista, el van requerir per examinar els aspirants a càtedres de grec. Va col·laborar amb les revistes El Fomento (1871), La Niñez (1879-1883), Áncora de Castilla (1881), La Ciencia Cristiana, La Ilustración de Madrid i Revista Contemporánea (1897-1899), entre moltes altres. Va fundar i dirigir la Revista Calasancia del 1888 al 1895, consagrada sobretot a la pedagogia, matèria en què se li deu també un Manual de pedagogia, nomenat el 1887 cronista general del seu orde, va compondre una important bibliografia dels escolapis espanyols en tres volums que van aparèixer pòstumament: la Història literària i Bibliografia de les Escoles Pies d'Espanya (Madrid 1927). Va ser el primer a Espanya a aplicar les lleis de la filologia comparada en l'estudi del llatí al seu Desenvolupament de l'idioma castellà des del segle xv fins als nostres dies (1912), i Amadeu I li va concedir el títol de "Benemèrit de la Pàtria". El 1902 el van nomenar consultor general i poc després visitador general del seu orde i el 1904 provincial honorari. Va passar els últims anys a Getafe i a Madrid, on va morir el 1906.